# إيليزا كامينغز
إيليزا كامينغز (بالإنجليزية: Eliza Cummings)‏ هي عارضة وعالمة نفس بريطانية، ولدت في 25 يناير 1991 في بورتسموث في المملكة المتحدة.